# Kulturmärkning av fartyg i Sverige

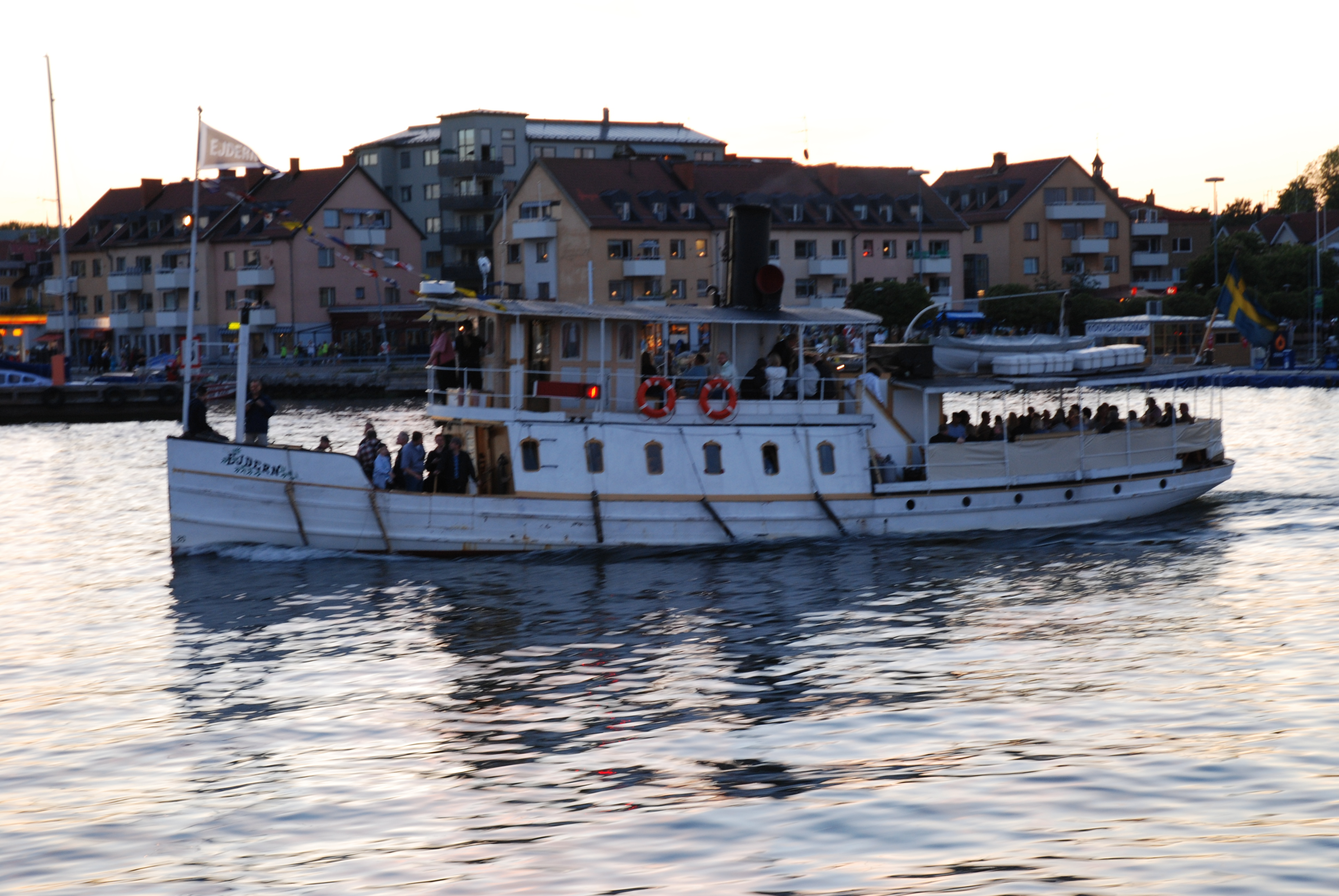
K-märkta S/S Ejdern utanför Vaxholm under Skärgårdsbåtens Dag den 7 juni 2007

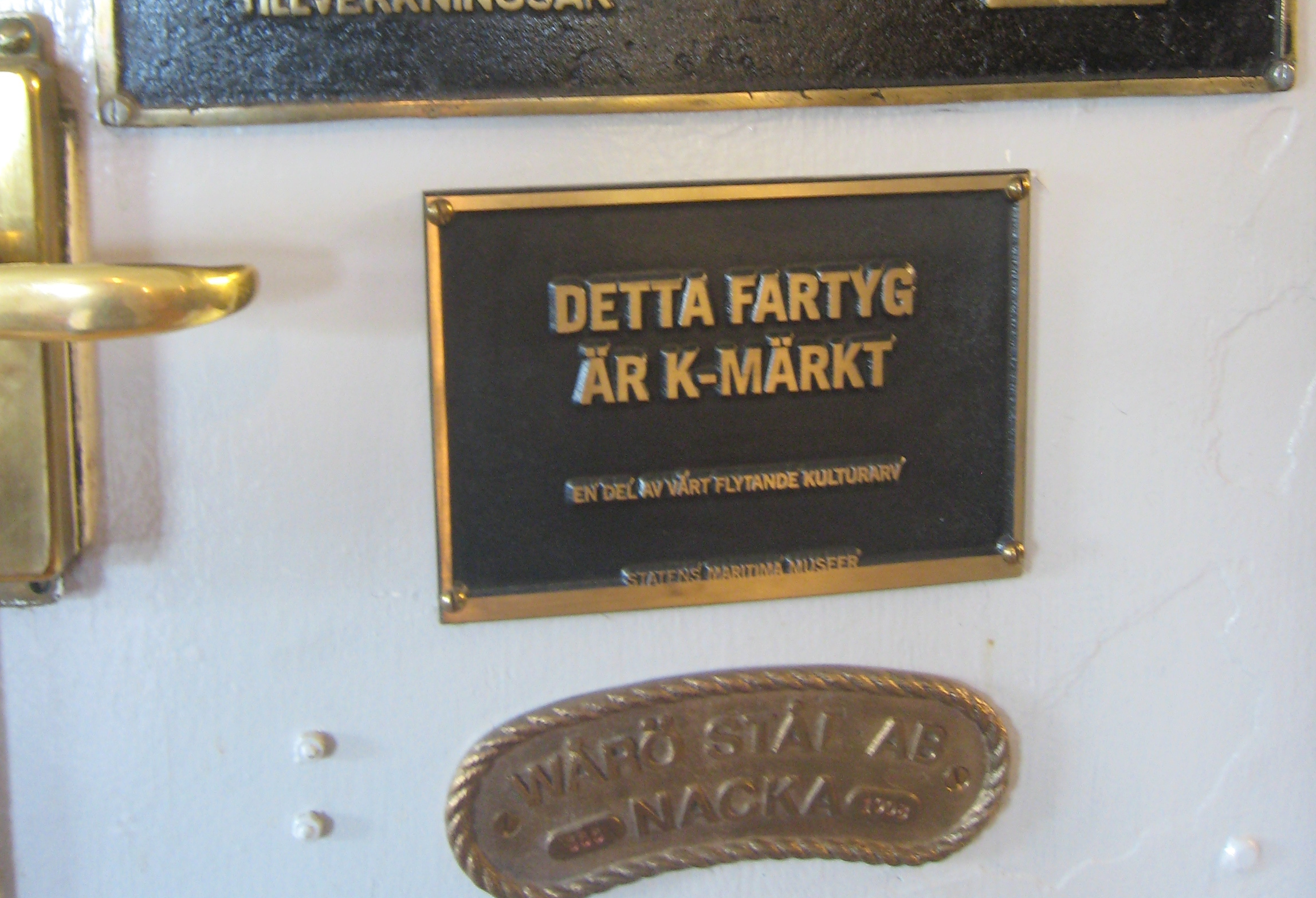
Skylt på S/S Storskär som berättar att skeppet är K-märkt

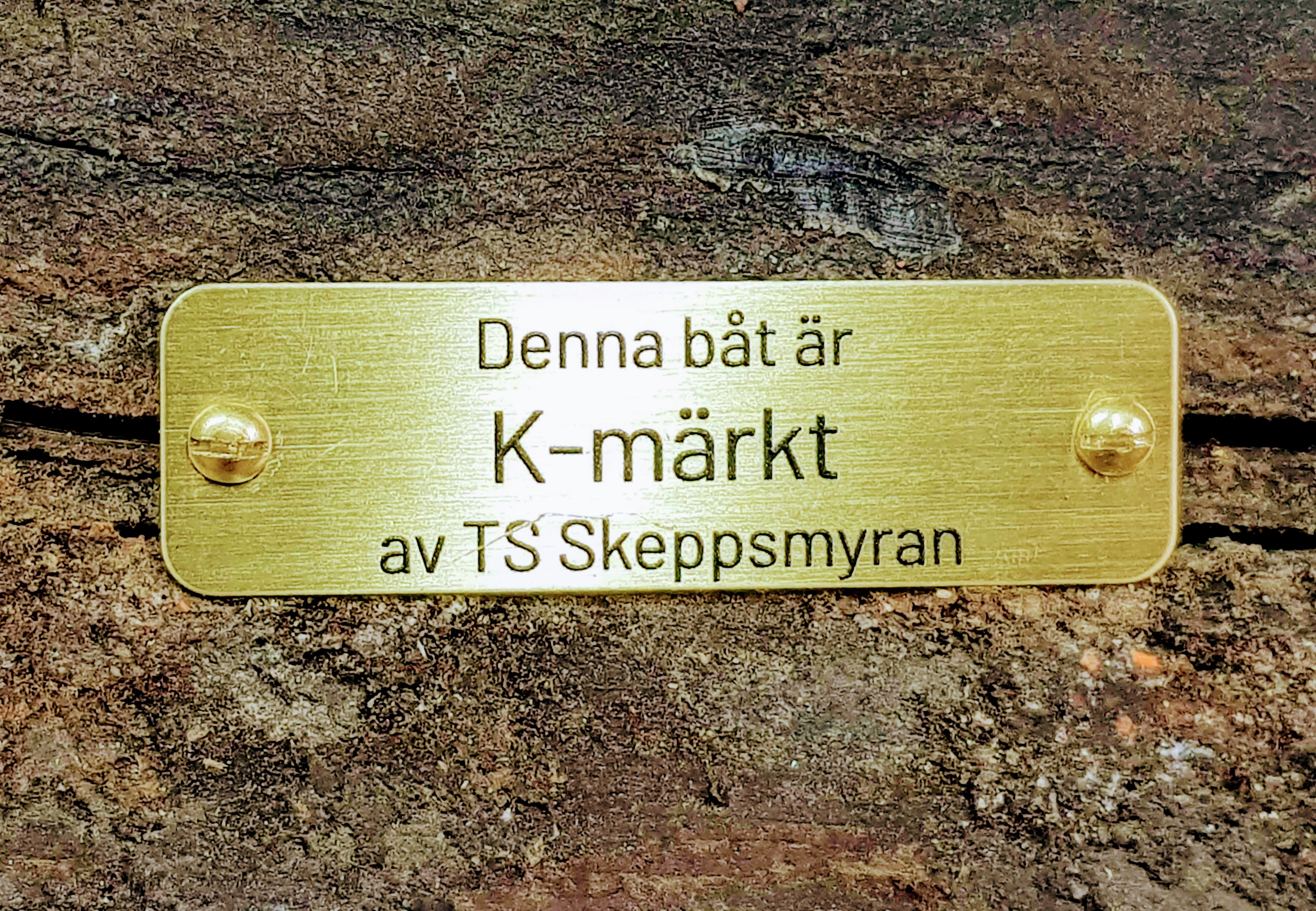
Skylt som visar att snipan Smugglaren, byggd i Estland, är K-märkt av TS Skeppsmyran.

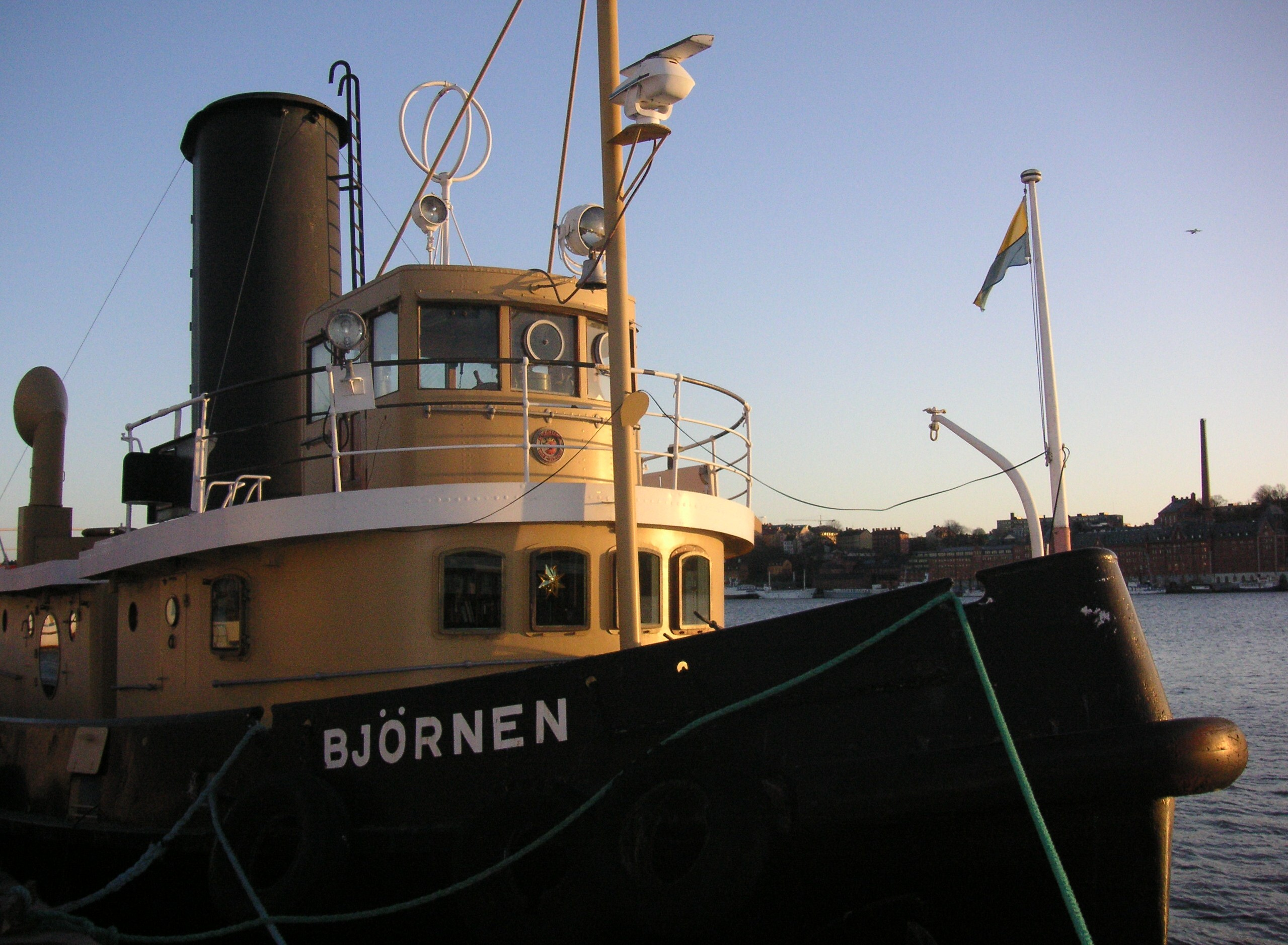
Bogserbåten Björnen, ett av Sveriges K-märkta fartyg

Kulturmärkning av fartyg i Sverige görs av Statens Maritima Museer sedan 2001 på basis av en kvalitetsbedömning av fartygets värde som källa till kunskap om den svenska sjöfartens historia.
K-märkning av båtar görs från och med 2021 även av Träbåtssällskapet Skeppsmyran, Gröndal. Kriteriet för Skeppsmyrans K-märkning är: "Båt som bevarar egenarten hos gången tids båtbyggnadsskick eller minnet av historiskt betydelsefull händelse och som med hänsyn därtill är att anse som synnerligen märklig, må av TS Skeppsmyran förklaras som K-märkt båt."

## Kriterier för k-märkning

### Kriterier för bruksfartyg
K-märkning av bruksfartyg i Sverige görs enligt principer som tagits fram av Statens maritima museer i samarbete med Sveriges Segelfartygsförening och Sveriges Ångbåtsförening. K-märkningen har ingen juridisk innebörd, såsom t.ex. byggnadsminnesförklaring enligt Kulturminneslagen av en länsstyrelse, eller klassning som traditionsfartyg av Sjöfartsinspektionen.
Statens maritima museer k-märker sådana fartyg i yrkestrafik som museet bedömer vara av kulturhistoriskt intresse. Drygt ett hundra fartyg har k-märkts per maj 2010, bland annat passagerarångfartyg, segelskutor, 15 bogserbåtar, sex motorfiskebåtar, fyra torpedbåtar, två passagerarångfärjor, en bilfärja (Kalmarsund VIII), två lotsfartyg och en sightseeingbåt (Paddan 4 från Göteborg).
Från början var ett kriterium att fartyg som k-märks skulle vara något större båtar, vilket innebär att fartyget var:
- definierat som skepp, dvs överstiger 12 meter i längd över allt och 4 m i bredd
- äldre än 50 år (med vissa undantag)
- byggt i Sverige eller under varaktig tid gått i yrkesmässig trafik under svensk flagg.

Från 2006 har bredare kriterier använts för att innefatta även mindre båtar som varit sysselsatta i yrkessjöfart. Många bogserbåtar och slupar är smalare än fyra meter.
Se vidare: Lista över kulturmärkta fartyg i Sverige

### Kriterier för fritidsbåtar
För att kunna k-märkas som fritidsbåt måste en båt ursprungligen vara byggd som fritidsbåt och ha varit sjösatt första gången före 1965. Den måste också ha varit byggd i Sverige. vara ritad av en svensk båtkonstruktör, vara av en vanlig typ i landet eller på något annat sätt ha bevarandevärde just för en svensk k-märkning.
Vidare ställs krav på fint och sjövärdigt skick, autenticitet och väldokumenterad historik.
Se vidare Lista över k-märkta fritidsbåtar

## Klassning som traditionsfartyg
K-märkning är inte samma som klassning som traditionsfartyg, även om kriterierna för kulturmärkning av bruksfartyg är likartade och ansökning beträffande sådana kan göras samtidigt på samma ansökningsformulär. Klassning som traditionsfartyg görs av Sjöfartsinspektionen (del av Sjöfartsverket) och har laglig innebörd. I maj 2007 var 55 fartyg klassade som traditionsfartyg
Se vidare Lista över traditionsfartyg